# ミュージックライダー!
ミュージックライダー!は2011年4月10日から2020年3月29日までKBCラジオで放送されていたラジオ番組である。
タワーレコード福岡店の音楽ランキングの紹介を中心に構成されている。

## 放送時間

### 最終回地点の放送時間
- 毎週日曜 22:30 - 23:00（2012年10月～2020年3月）

ナイター期間は試合の状況により時間が変更される。

### 過去の放送時間
- 毎週日曜 22:30 - 23:30（2011年4月～2012年9月）

## パーソナリティ
- 深瀬智聖（LinQ）（2013年5月5日 - 2020年3月29日）

## 過去のパーソナリティ
- 小雪（2011年4月10日 - 2013年4月28日）

## 月別ゲスト
- 万能グローブガラパゴスダイナモス - 2012年11月
- 里中瞳（シティ情報ふくおか） - 2012年12月
- コンバット満 - 2013年1月
- 川島透 - 2013年2月
- 江口カン - 2013年3月, 8月
- 橘剛史 - 2013年4月
- 岡崎琢磨 - 2013年6月
- 竹清仁 - 2013年7月
- 西餅 - 2013年9月
- 久保ミツロウ - 2013年10月
- pan-Q - 2013年11月
- DJミッツィー - 2014年1月